# Girl Gone Wild
„Girl Gone Wild” este un cântec al interpretei americane Madonna de pe cel de-al doisprezecelea ei album de studio, MDNA (2012). Piesa compusă de Jenson Vaughan, Madonna, Benny Benassi și verișorul său, Alle Benassi (cunoscuți sub numele de Benassi Bros.) și produsă de Benassi Bros împreună cu Madonna a fost lansată ca cel de-al doilea disc single extras de pe album la 2 martie 2012 prin Interscope Records.
Din punct de vedere muzical, „Girl Gone Wild” este o piesă de petrecere electropop cu un ritm moderat și influențe four-on-the-floor. Cântecul începe cu o rugăciune, fiind mai apoi acompaniat de elemente ale muzicii electronice. După lansarea piesei, Joe Francis, creatorul francizei Girls Gone Wild, a amenințat că o va da în judecată pe Madonna pentru încălcarea drepturilor de autor dacă aceasta va cânta piesa în timpul spectacolului de la Super Bowl. Reprezentanții cântăreței au declarată că aceasta nici nu știa de Francis sau de proces, și că au fost lansate mai multe cântece cu același nume de către alți artiști.
„Girl Gone Wild” a primit recenzii mixte din partea criticilor de specialitate, aceștia lăudând întoarcerea Madonnei la muzica dance, însă criticând versurile cântecului și considerând că nu a fost cântecul potrivit pentru deschiderea albumului MDNA. Cântecul a devenit un șlagăr de top 10 în Ungaria, Israel, Italia, Rusia, Africa de Sud, Coreea de Sud, Spania și Grecia. Piesa s-a clasat pe locul 38 în clasamentul Pop Songs datorită difuzărilor de radio. „Girl Gone Wild” a devenit, de asemenea, cea de-a 42-a piesă a Madonnei care să ocupe prima poziție a clasamentului Hot Dance Club Songs.
Un videoclip alb-negru regizat de Mert & Marcus a fost lansat la 20 martie 2012. Acesta o prezintă pe Madonna și câteva fotomodele în diferite ipostaze, dansând cu trupa ucraineană Kazaky. Videoclipul a primit laude din partea criticilor, recenzenții notând similarități cu videoclipurile mai vechi ale Madonnei, precum „Erotica”, „Justify My Love”, „Human Nature” și „Vogue”. „Girl Gone Wild” a fost interpretată ca piesă de deschidere a turneului MDNA Tour (2012).

## Informații generale

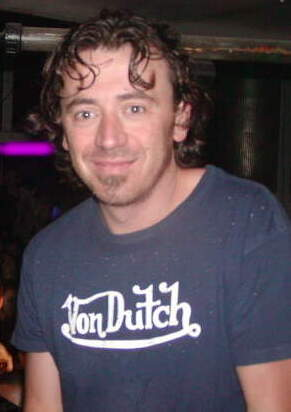
Benny Benassi (fotografie) și verișorul său, Alle Benassi, au fost co-textierii și co-producătorii cântecului.

În decembrie 2010, Madonna a scris un mesaj pe pagina ei de Facebook, spunând că este în căutare de „cei mai nebuni, mai tari și mai șmecheri oameni” pentru a colabora la crearea de muzică dance nouă. La 4 iulie 2011, managerul Madonnei, Guy Oseary, a anunțat că solista se află în procesul de înregistrare pentru cel de-al doisprezecelea ei album de studio. Pe lângă alți colaboratori înrolați pentru proiect se afla și producătorul italian de înregistrări, Benny Benassi, care la acel timp lucra la lansarea celui de-al patrulea lui album de studio, Electroman. Șeful casei de discuri al lui Benassi, Patrick Moxey, a considerat că sunetul „agresiv” al producătorului ar „merge bine cu unele dintre marile superstaruri americane”. Moxey i-a cerut câteva piese suplimentare pentru el și vechiul său partener de producții și verișor, Alle (Allessandro) Benassi.
Câteva demo-uri realizate de ei au fost trimise textierului Jenson Vaughan, acesta apreciind versurile și sunetul de „bas puternic”. Vaughan a adăugat câteva elemente demo-ului și i l-a returnat lui Moxey, acesta împărtășindu-l cu co-managerul lui Benassi, Paul Sears, care la rândul său l-a împărtășit cu Oseary. După ce le-a ascultat, Madonna a fost impresionată de demo-uri și i-a cerut echipei Benassi Bros. să vină la Londra pentru a se alătura ședințelor de înregistrare. Moxey a comentat că solista „a iubit [producătorul]. Benny este o persoană de calitate; Cred că asta a făcut totul mai ușor”. Două piese realizate în ședințe, „Girl Gone Wild” și „I'm Addicted”, au fost incluse pe lista finală a pieselor ce urmau să fie incluse pe album, numit MDNA. Madonna a vorbit despre experiența ei de colaborare cu Benassi Bros.:
„Cu Benny a fost puțin mai complicat deoarece nu vorbește foarte bine limba engleză. Am ajuns să-l folosesc pe vărul lui Allessandro ca translator. La început a fost puțin enervant, dar în cele din urmă am găsit o modalitate de a comunica. Trebuie să găsești o cale. Cu muzica este fost mai mult vorba despre vibrație și energie și știi atunci când lucrurile funcționează și când nu. Când lucrezi cu cineva pentru prima dată, există un fel de timiditate pe care toată lumea o are. Astfel, cu Benny am avut o provocare destul de mare, dar ne-am înțeles și până la sfârșit am simțit că l-am cunoscut foarte bine.”
La o zi după interpretarea Madonnei de la Super Bowl, cântăreața i-a confirmat lui Ryan Seacrest că „Girl Gone Wild” va fi lansat ca cel de-al doilea disc single extras de pe album. Un videoclip cu versuri a fost lansat la 27 februarie 2012, fiind pus la dispoziție spre descărcare digitală pe iTunes Store la 2 martie 2012. Coperta single-ului a fost dezvăluită pe 29 februarie 2012. Realizată de fotografii Mert and Marcus, cei care au creat și coperțile albumului MDNA, imaginea o prezintă pe Madonna purtând o lenjerie realizată de retailerul britanic Agent Provocateur. Solista a ales totodată și sutienul cu burete „Raphaella”, fabricat din dantelă franțuzească și tul lustruit. Kyle Anderson de la Entertainment Weekly a lăudat coperta cântecului, spunând că Madonna „poartă totuși lenjerie în public mai bine decât majoritatea femeilor care au jumătate din vârstei ei”. Gregory DelliCarpini de la revista Billboard a considerat că solista se prezintă distrându-se „într-o lenjerie indecentă” pe copertă, în ciuda faptului că este mamă. „E asta oare versiunea din secolului 21 a sutienului ei în formă de con? Nu, însă te-a făcut să te uiți [la ea]”, a concluzionat el.

## Amenințarea cu un proces
Pe 4 februarie 2012, Joe Francis, creatorul francizei video Girls Gone Wild, a amenințat că o va da în judecată pe Madonna dacă aceasta va cânta piesa în timpul spectacolului de la Super Bowl. Reprezentanții lui au spus că „[Madonna] a încălcat legile privind mărcile comerciale federale și de stat prin utilizarea neautorizată a mărcii comerciale a domnului Francis, Girls Gone Wild, nu doar în titlu, ci și ca subiect de a atrage potențialii consumatori ca să-i cumpere cele mai recente eforturi muzicale”. National Football League (NFL) au dezvăluit în revista lor că piesa nu va fi interpretată la Super Bowl. Opinând asupra acuzațiilor aduse, Moxey a comentat că Francis și-a dorit doar atenția presei, adăugând că: „Atunci când m-am uitat la ASCAP, am observat că sunt înregistrate aproximativ 50 de cântece cu același nume. Acest individ se gândește prea mult doar la el”.
Titlul piesei a fost ușor modificat în singularul „Girl Gone Wild”, cu Francis menționând faptul că „În mod evident, casa ei de discuri a încercat să evite un proces din cauza cântecului ... Dar [noul titlu] este, în continuare, o încălcare în ceea ce privește legea, iar noi am contactat oamenii Madonnei pentru a rezolva această problemă”. Acesta a adăugat că va continua cu acțiuni în justiție dacă nu se vor face alte modificări la piesă. Avocatul lui Francis a mai spus că acesta și-a făcut marca comercială cu forma la singular a titlului cântecului. Oseary a negat faptul că titlul piesei a fost modificat datorită lui Francis, explicând că Madonna a terminat versiunea finală a albumului MDNA, titlul fiind redenumit datorită cuvântului folosit la singular, „girl”, în versuri. El a declarat că există mai multe melodii intitulate „Girls Gone Wild” pe iTunes iar Madonna nu și-a dat seama de un proces sau de Francis. Oseary a concluzionat prin a spune că solista nu ar fi fost împiedicată să interpreteze cântecul la Super Bowl, deși a ales să nu o facă.

## Structura muzicală și versurile
„Girl Gone Wild” a fost înregistrat la MSR Studios în New York City și la Sarm West Studios în Notting Hill, Londra. Piesa a fost compusă de Madonna, Vaughan și Benassi Bros. și produsă de Madonna și Benassi. Demacio „Demo” Castellon a înregistrat și mixat cântecul. Philippe Weiss și Graham Archer l-au asistat pe Castellon la înregistrare, Angie Teo asistând la mixaj. Stephen „The Koz” Kozmeniuk s-a ocupat de modificările suplimentare ale piesei, aranjând vocoderul. Benny Benassi a reamintit că Madonna sosea la studio în jurul orei 15:00-16:00, lucrând până la 23:30. Împreună, au stabilit producția cântecului, implicându-se inclusiv la aranjamentul acestuia. Ei au mai adăugat câteva voci compoziției în timpul refrenului și s-au pus de acord asupra numărului de voci care ar trebui duplicate. Potrivit lui Alle Benassi, „în mintea ei totul era limpede: ea știa foarte bine ce vrea: unde să pună ceva, cum, de ce. Pare ireal, dar impresionant”.
„Girl Gone Wild” este o piesă de petrecere cu ritm moderat four-on-the-floor și sună similar cu cântecele de pe cel de-al zecelea album de studio al solistei, Confessions on a Dance Floor (2005). Kerri Mason de la revista Billboard a descris piesa ca fiind dance cu mai multe influențe electro decât house. Jason Lipshutz de la aceeași publicație a clasat piesa în genul electropop, adăugând că are un „ritm agitat” și un „ante-refren exploziv” ce amintește de single-ul Madonnei din 2005, „Hung Up”. Cântecul începe cu o rugăciune, Madonna spunând „Oh my God, I'm heartily sorry” (ro.: „Doamne Dumnezeule, îmi pare rău din toată inima”), aceasta fiind rostită în timpul ultimei piese de pe albumul Like a Prayer (1989), „Act of Contrition”. Într-un vers intermediar, cântăreața vorbește despre modul în care „fetele bune” nu au voie să se poarte urât. Ailbhe Malone de la NME a remarcat faptul că structura piesei include elemente din single-urile anterioare ale solistei, „Music” (2000) și „Jump” (2006). În timp ce aceasta cântă „forgive me” (ro.: „iartă-mă”), beat-ul își face prezența complet, muzica destrămându-se. Vocea Madonnei este prelucrată pentru a suna ușoară și subțire.
Potrivit unei partituri publicate de Sony/ATV Music Publishing, „Girl Gone Wild” este compus în tonalitatea La minor și are un tempo moderat de 127 de bătăi pe minut. Vocea Madonnei variază de la Sol minor la Re minor. Cântecul urmărește o secvență de Sol♯minor–Do♯minor–Mi în timpul rugăciunii și La minor–Mi minor–Sol–Fa în restul progresiei de acorduri. Mike Senior de la revista Sound on Sound a considerat că, pe lângă sunetele predominante de sintetizatoare, piesa conține „multă” dublare vocală ceea ce face vocea cântăreței neclară. El a mai opinat că asta nu a fost o problemă în sunetul stereo, însă în sunetul mono, vocile combinate apar dublu canalizate pe măsură ce nivelul vocal scade. Mixajul pentru „Girl Gone Wild” a fost realizat, în principal, pentru difuzoarele stereo în jurul minutul 1:45-2:00, nivelul vocal fluctuând în timp ce muzica de fundal este acoperită. Senior a observat, de asemenea, că Madonna a pus accentele cuvintelor pe beat-ul piesei, de aceea unele enunțuri se pierd odată cu sunetul tobelor, în special în timpul ante-refrenului.
Din punct de vedere al versurilor, cântecul se adresează unei „fete bune ce devine sălbatică”, cântând despre „dorința ei fierbinte-arzătoare” de a se distra. Piesa conține referințe la single-ul din 1983 al cântăreței Cyndi Lauper, „Girls Just Want to Have Fun”, cu versuri precum „Girls, they just wanna have some fun” (ro.: „Fetele vor doar să se distreze”) și „The room is spinning / It must be the Tanqueray / I'm about to go astray / My inhibitions gone away” (ro.: „Camera se învârte / Tanqueray-ul trebuie să fie motivul/ Sunt pe cale să mă rătăcesc / Inhibițiile mele au dispărut”). În versul intermediar, Madonna rostește „forgive me” (ro.: „iartă-mă”), acesta fiind un termen catolic folosit ca referință sexuală. Versurile, odată plasate în contextul carierei Madonnei „au un nou înțeles” potrivit lui Josh Haigh de la revista Attitude. Acesta a mai adăugat că semnificația din spatele versurilor este modul în care solista, fiind o fată catolică însăși, decide că nu va fi legată de regulile altora, prin urmare, devenind unul dintre cei mai recunoscuți artiști muzicali.

## Recepția criticilor
După lansarea sa, „Girl Gone Wild” a obținut recenzii mixte din partea criticilor de specialitate. Keith Caulfied de la revista Billboard l-a considerat un cântec „foarte dansabil care punctează al Madonnei”, și mai susține că refrenul face ca piesa să fie una memorabilă. Robbie Daw de la Idolator a spus că „Madge face ce știe cel mai bine: însuflețește atmosfera pe ringul de dans”, însă „cântecul este aglomerat de banalitățile pop sexuale”. Jon Dolan de la Rolling Stone i-a oferit piesei stele trei din cinci. El a lăudat cântăreața pentru compoziția electro și Europop a cântecului, descriind-o ca fiind „energică, bogată și liniștitoare. Este sunetul unei femei care sosește pe ringul de dans pentru a restaura cât mai mult nebunia”. Haigh de la Attitude a considerat că „Girl Gone Wild” ar fi trebuit să fie lansat ca primul disc single extras de pe MDNA. El a mai adăugat că piesa „strigă” după lucrările de la începutul anilor '90 ale Madonnei, complimentând cântecul și adăugând că „de ce trebuie să fie ceva care este considerat sub «Madonna»?”. Matthew Todd de la aceeași publicație a apreciat piesa, opinând că „Producția ar suna putea ca și cum ai asculta un pic de Rihanna, dar cui îi pasă? Madonna își aduce propria autoritate, creând un fel de imn de petrecere, lucru la care se pricepe cel mai bine, genul de imn care aduce pe toată lumea pe ringul de dans, de la nepoata de 30 de ani până la mama de 60 de ani”. Jurnalistul Bradley Stern de la MTV News a considerat că structura este similară cu single-ul „Celebration” (2009).

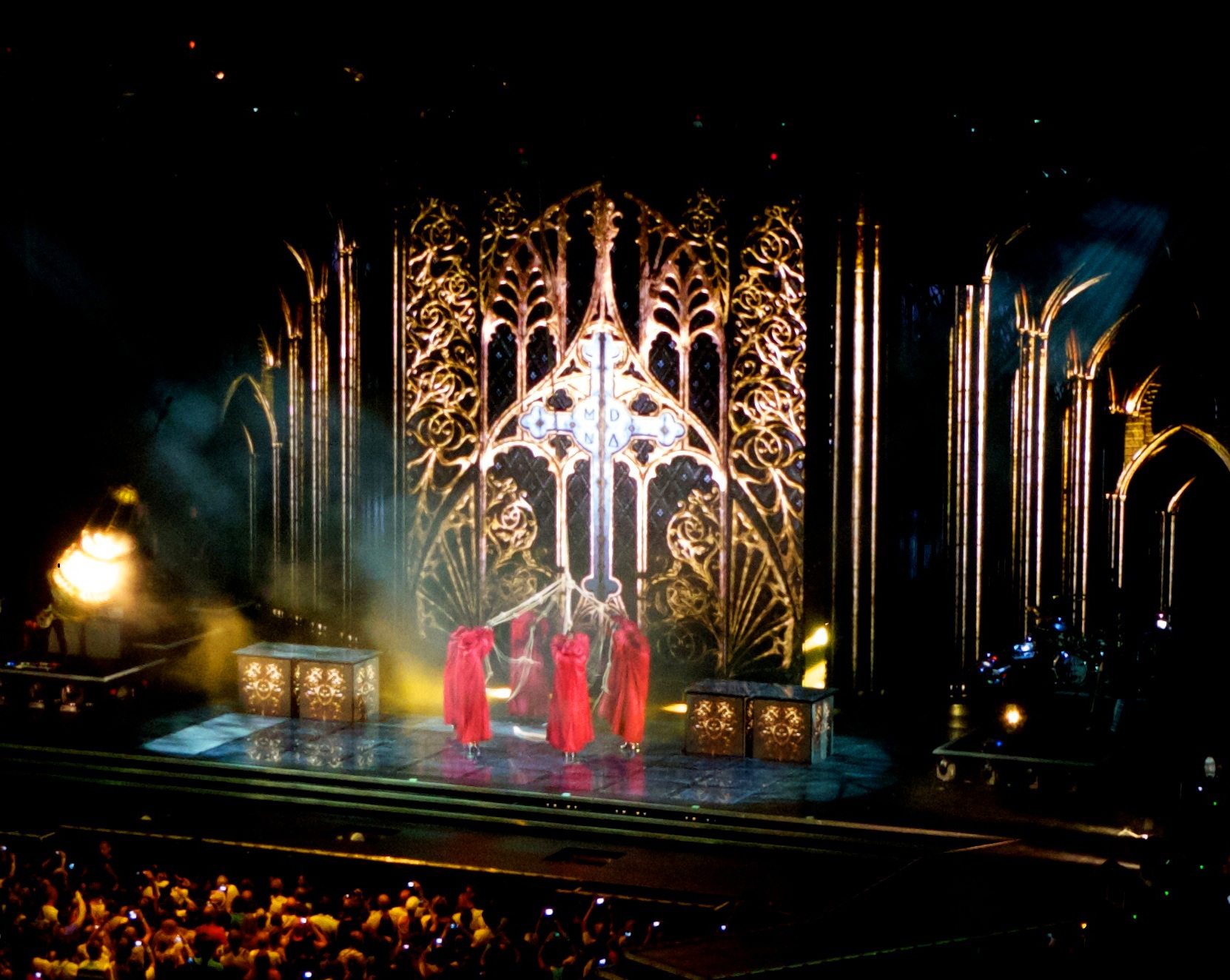
Scena în timpul interpretării piesei „Girl Gone Wild” în turneul MDNA Tour. Aceasta prezintă o catedrală gotică, dansatorii Madonnei legănând cădelnița.

Un redactor de la Virgin Media i-a acordat piesei patru stele din cinci, scriind că „Sună un pic familiară, să nu mai vorbim de elemente neadecvate într-o piesă numită după o serie de filme porno americane, însă Benny Benassi ridică «Girl Gone Wild» la stadiul de hit fantastic și vibrant în stilul lui Kelis”. Nick Levine, scriind pentru The National, a lăudat compoziția, spunând că „devine din ce în ce mai bună (și mai tare) de fiecare dată când o asculți”. Michael Cragg de la The Guardian a simțit că piesa a fost „mai interesantă din punct de vedere muzical”, în special de la mijloc spre final, adăugând că este „un semnal că am revenit la teritoriul Confessions on a Dance Floor în urma greșelilor de pe Hard Candy”. Laurence Green de la musicOMH a considerat că piesa este o plecăciune către Confessions on a Dance Floor și „Get Together”, cântecul fiind suficient de comercial pentru a reprezenta sunetul curent. Într-o recenzie a albumului MDNA, Neil McCormick de la The Daily Telegraph a lăudat piesa, numind-o „subțire, elegantă, egalând cerințele de ante-refrenuri potrivite pentru radio și energia pentru ringul de dans”. Aidin Vaziri de la San Francisco Chronicle a numit cântecul „puternic și atractiv”, considerând totuși că Madonna ar fi trebuit să găsească alte referințe lirice decât piesa lui Lauper. Matthew Parpetua de la Pitchfork Media a lăudat producția lui Benassi, adăugând că a meritat „să concureze cu soliste precum Kesha, Britney Spears și Katy Perry la posturile de radio pop”. Senior de la Sound on Sound a fost mulțumit de sunetele sintetizatoarelor și abaterea de la „strălucirea” cântecelor de pe Confessions on a Dance Floor, făcând-o mult mai „palpitantă”.
Eric Henderson de la Slant Magazine a scris că „Girl Gone Wild” sună ca o „versiune Tumblr-meme” a single-ului din 2006, „Get Together”. El a mai menționat și faptul că single-ul „s-ar putea să nu fie nadirul carierei Madonnei de până acum, dar că mă pot gândi la câteva momente care reprezintă o trădare a moștenirii ei decât felul în care livrează inexpresiv replica «It's so erotic» (ro.: «Este așa erotic») chiar înainte de a ciripi «This feeling can't be beat» (ro.: «Acest sentiment nu poate fi învins»)”. Robert Copsey de la Digital Spy a considerat că acreditările pentru producția de pe MDNA au stimulat „așteptările exagerate” pentru single. Copsey a mai adăugat că piesa nu a fost „gândită înainte” în comparație înregistrările anterioare ale Madonnei, citând versurile „Girls they just wanna have some fun/ Get fired up like a smoking gun”  (ro.: „Fetele doar vor să se distreze/ Să se aprindă ca scânteia unui pistol”) ca exemplu, dar a ajuns la concluzia că „sfidăm pe oricine care nu își cântă în minte acest cântec imediat după ce l-a terminat de ascultat”. Jurnalistul de la New York Observer, Daniel D'Addario, a comparat „Girl Gone Wild” cu „Music”, adăugând că „Madonna era cu 12 ani mai tânără la acel moment și, probabil de aceea, imaginea de «fată rea» era mai convingătoare... poate că e timpul să încerce ceva complet diferit?”. Într-un articol pentru The Guardian, Gareth Grundy a proclamat „Girl Gone Wild” ca fiind un „rave-pop stângaci”, în timp ce Amanda Dobbins de la New York l-a desființat, numindu-l „o melodie dance neînsemnată, care face referire la Tanqueray care pare și mai slabă când este comparată cu albumul din care provine”. Malone de la NME nu a găsit nici o inovație în cântec, opinând că „dacă am combina [piesa] cu single-ul ei anterior, «Give Me All Your Luvin'», ar arăta ca un amestec neplăcut pentru albumul MDNA”. Margaret Wappler de la Los Angeles Time a opinat că Madonna ar fi fost mai bine să relanseze „Music” ca și single, în loc de „Girl Gone Wild”. Aceasta a mai adăugat că „Există ceva foarte atrăgător în legătură cu o piesa atât de militaristă și precisă, însă în mâinile pricepute ale lui Madge este, de asemenea, sufocantă profesional”.
Brad O'Mancey de la Popjustice a considerat că piesa nu a reușit să fie un început bun pentru MDNA, însă a sunat „puțin mai bine” după ce a terminat de ascultat întregul album. Redactor la Chicago Tribune, Greg Kot a fost de părere că, spre deosebire de imaginile catolice ale Madonnei din anii '80, „Girl Gone Wild” nu se aventurează pe un teritoriu nou cu sunetul său. Într-o recenzie a albumului pentru BBC News, Levine a numit cântecul „neatractiv și generic”. Robert Leedham de la site-ul Drowned in Sound a opinat că piesa nu reprezintă sunetul albumului, lansarea ca single nereușind să-l promoveze. Jon Pareles de la The New York Times a numit cântecul „superficial”, descriindu-l astfel datorită „sintetizatoarelor aproape stereo și titlului generic”. Aceeași viziune a avut-o și Emily Mackay de la The Quietus, scriind că piesa s-ar fi potrivit mai bine unui alt artist deoarece este sub nivelul Madonnei.

## Performanța în clasamentele muzicale
„Girl Gone Wild” a debutat pe locul șase în clasamentul Billboard Bubbling Under Hot 100 Singles și pe locul 33 în Pop Digital Songs la 17 martie 2012 datorită celor 22.000 de descărcări digitale, potrivit Nielsen SoundScan. Cântecul a debutat pe locul 86 în topul Canadian Hot 100, clasându-se ulterior pe locul 42, poziția sa maximă. Piesa a petrecut un total de nouă săptămâni în clasament. „Girl Gone Wild” a debutat, de asemenea, pe locul 46 în Hot Dance Club Songs, ocupând ulterior poziția de top a clasamentului. Acesta a fost cel de-al doilea cântec de pe albumul MDNA care să se claseze pe primul loc în Dance Club Songs de la primul single, „Give Me All Your Luvin'”, care a fost fruntaș în clasament trei săptămâni în urmă. Cu „Girl Gone Wild”, Madonna a adunat în total 73 de săptămâni în care un cântec de-al ei ocupă prima poziție în topul respectiv. În clasamentul de final de an a melodiilor din Hot Dance Club Songs, piesa a fost clasată pe locul 44. „Girl Gone Wild” a debutat, de asemenea, pe locul 38 în Mainstream Top 40 datorită difuzărilor radio, MDNA devenind astfel primul album de la Music (2000) care să aibă două single-uri în clasamentul respectiv.
În urma lansării CD-ului în Regatul Unit, „Girl Gone Wild” a vândut 1.221 de exemplare CD single și 669 de exemplare 12-inch single, piesa clasându-se astfel pe locul doi în topul vânzărilor de CD-uri. Cu toate acestea, cântecul s-a vândut în 3.557 de exemplare, clasându-se astfel pe locul 73 în UK Singles Chart. „Girl Gone Wild” a devenit cel de-al treilea single de pe album care să ocupe un loc în clasament în urma pieselor „Give Me All Your Luvin'” și „Masterpiece”. Piesa a avut, de asemenea, o poziție slabă în România și Irlanda, clasându-se pe locurile 82 și, respectiv, 93. În Coreea de Sud, „Girl Gone Wild” a debutat pe locul șapte datorită celor 30.512 exemplare vândute. Cântecul a vândut în total 54.198 de copii în regiunea respectivă. „Girl Gone Wild” a devenit un șlagăr de top 10 în Grecia, Ungaria, Italia, Rusia, Spania, Africa de Sud și Slovacia. Piesa a primit, de asemenea, discul de platină din partea Federazione Industria Musicale Italiana (FIMI) pentru vânzarea a peste 30.000 de exemplare digitale.

## Videoclipul

### Informații generale
În timpul unui interviu cu Ryan Seacrest, Madonna a confirmat că videoclipul pentru „Girl Gone Wild” va fi filmat în timpul săptămânii 17 februarie 2012. Oseary a confirmat prin intermediul unei postări pe contul lui de Twitter că Mert și Marcus vor fi regizorii videoclipului. Cântăreața a ales trupa de dans ucraineană Kazaky pentru a apărea în videoclip. Madonna a fost inspirată de ilustrarea androgină a grupului deoarece, cu toate că dansează în tocuri înalte, au o înfățișare masculină datorită corpurilor puternice. Potrivit lui Mark Johansen de la International Business Times, grupul a obținut popularitate în anul 2010 datorită „beat-urilor techno, ținutelor minuscule și stiletto-urilor înalte” precum și „videoclipurilor foarte stilizate”. Tabitha, coregrafa videoclipului, a reamintit că, de vreme ce Madonna este o dansatoare profesionistă, aceasta a adăugat elemente ale rutinei sale caracteristice în coregrafie.
Cântăreața a mai recrutat și fotomodelele Brad Alphonso, Jon Kortajarena, Rob Evans, Sean O'Pry și Simon Nessman. În videoclip, Madonna a purtat o brasieră creată de Agent Provocateur. Stiletto-urile cântăreței, realizate de designerul de încălțăminte Paola Bay, au constat în mătase neagră brodată cu fire de argint. „Ea și-a dorit [ca stiletto-urile] să fie cât se poate de înalte pentru a putea dansa cu ei”, a declarat Bay. Arianne Phillips, designerul costumelor din videoclip, a dezvăluit că a trebuit să creeze stiletto-uri cu toc înalt pentru Kazaky, datorită lipsei de pantofi cu dimensiunile celor din grup. Artur Gaspar din trupă a spus că „Până la sfârșitul zilei de pe platourile de filmat, picioarele noastre sângerau și am avut bășici... Dar dacă Madonna poate repeta dansul pentru a 50-a oară, noi de ce nu am putea?”. Phillips a explicat că au creat trei look-uri diferite pentru cântăreață în videoclip. Primul a fost numit „super vulpea”, iar Madonna a purtat un tricou scurt pe post de brasieră. Hairstylist-ul Andy Lecompte a vrut să meargă pe stilul anilor '60. Cel de-al doilea look, numit „rockstar”, a constat în tricouri create de designerul Michael Smith cu plasă metalică în timp ce Lecompte i-a tăiat cântăreței părul scurt, astfel încât să semene cu înfățișările ei anterioare. Ultimul look, „bomba din platină”, a fost inspirat de Marilyn Monroe.

### Lansare și rezumat
Un fragment de 30 de secunde a fost lansat la 9 martie 2012. Premiera întregului videoclip a avut loc în timpul emisiunii E! News, pe 20 martie 2012. La scurt timp, acesta a fost pus la dispoziție spre vizionare pe site-ul lor. Înregistrat complet în alb-negru, videoclipul este opus față de videoclipul colorat și cu tematică fotbalistică pentru single-ul anterior, „Give Me All Your Luvin'”. În loc să aibă o poveste, videoclipul este un ansamblu de înfățișări ce se referă la lucrările anterioare ale Madonnei.
Videoclipul începe cu solista în look-ul „bomba din platină”, rostind rugăciunea de deschidere a cântecului. Pe măsură ce muzica începe, cântăreața este prezentată în celelalte look-uri realizând mișcări de yoga, aceste scene fiind intercalate de scene cu fotomodelele masculine în poziții provocatoare. Alte scene o prezintă pe Madonna dansând în fața unui perete, fumând o țigară sau fiind legată cu un lanț. Trupa Kazaky apare în timp ce primul refren începe, realizând o scenă de dans în tocuri. În timp ce solista cântă cea de-a doua strofă, aceasta este înconjurată de modelele aproape dezbrăcate. Madonna se alătură celor de la Kazaky în timpul următorului refren, dansând coregrafia împreună cu ei. Scene intercalate o prezintă pe cântăreață jucându-se cu o mașină de fum și ceață.
În timpul versului intermediar, un model masculin este prezentat dezbrăcat, purtând o coroană de spini pe cap, în timp ce Madonna este mângâiată de celelalte modele. Secvența finală a videoclipului o prezintă pe cântăreață dansând energic cu Kazaky, împreună cu mașina de fum și modelele frecându-se unii de ceilalți. „Girl Gone Wild” se încheie cu Madonna, aruncând mașina de ceață, urmată de o scenă în care este prezentată fața cântăreței cu lacrimi de culoare neagră revărsându-se din ochii ei.

### Receptare
John Mitchell de la MTV News a observat cinci influențe principale din videoclipurile anterioare ale Madonnei. El a explicat că influențele din videoclipul pentru single-ul „Erotica” din 1992 sunt prezente în look-ul „bomba din platină” al cântăreței, la fel și scenele în care bărbații poartă lenjerie și scenele de S&M. Coregrafia are referințe directe către videoclipul piesei „Vogue” din 1990, erotismul homosexual fiind prezentat în ambele. Pentru Mitchell, videoclipul pentru „Human Nature” (1995) este referențiat în îmbrăcămintea din latex a Madonnei, precum și pozițiile pe care aceasta le avea în fața peretelui alb. Videoclipul piesei „Justify My Love” conține scene de orgie, asemănătoare cu cele în care Madonna este mângâiată de dansatori în „Girl Gone Wild”, spre sfârșit. Mitchell a concluzionat spunând că iconografia religioasă din videoclipul piesei „Like a Prayer” (1989) este menționată prin coroana de spini.
Într-un alt articol, Jocelyn Vena de la MTV News a considerat că videoclipul este un „omagiu perfect” către cartea Madonnei, Sex, și albumul acesteia, Erotica (1992), descriindu-l ca „sexy, crocant și aspru”. X. Alexander de la Idolator a comparat conceptul videoclipului și scenele de homoerotism cu videoclipurile din 1990, „Vogue” și „Justify My Love”. Sophie A. Schillaci de la The Hollywood Reporter a observat referințe către videoclipul piesei „Like a Prayer” (1989). Nathalie Finn de la E! a opinat că: „Madonna nu are de nevoie de un cântec pentru a ne spune că e gata să danseze toată noaptea—poți arunca o singură privire la ea și constați că poate supraviețui mediului de petrecere în orice circumstanță”. Aceasta a mai adăugat că referințele către lucrările anterioare precum și bărbații pe jumătate dezbrăcați reprezintă faptul că „nu numai fetele vor doar să se distreze”.
Ethan Sack de la New York Daily News a spus că „e o dilemă între cine arată mai bine în colanți și tocuri înalte, fata materialistă de 53 de ani sau cârdul de dansatori fără tricouri care se învârt în jurul ei”. Lanford Beard de la Entertainment Weekly a lăudat videoclipul, spunând că „o prezintă pe Madonna arătând cel mai bine de la «Hung Up» încoace. Desigur că sunt incluse și zvârcolirile obligatorii, datul din șolduri, o secvență erotică de dans și un anturaj masculin Este, într-un cuvânt, remarcabil”. Melinda Newman de la HitFix a lăudat regizarea realizată de Mert și Marcus, considerând că „videoclipul este o colecție atrăgătoare de imagini erotice: doi bărbați mușcând un măr împreună, bărbați în fundal dansând în tocuri înalte, și Madge, arătând ca și cum ar fi o femeie de 25 de ani”. The Week a lăudat videoclipul datorită auto-referințelor „întunecate și dominante”. Amanda Dobbins de la revista New York i-a oferit o recenzie pozitivă videoclipului datorită grupului Kazakey și aspectului cântăreței. Caryn Ganz de la Spin a observat că există referințe și către videoclipurile „Give It 2 Me” (2008) și „Celebration” (2009) datorită scenelor în care Madonna dansează „incredibil” singură.
Într-un sondaj realizat de revista Billboard în cinstea celei de-a 54-a aniversări a cântăreței, fanii au ales videoclipul ca cel de-al șaselea cel mai bun efort al tuturor timpurilor. La ediția din 2013 a International Dance Music Awards, videoclipul a fost nominalizat la categoriile „Cel mai bun videoclip dance” și „Cel mai bun videoclip pop”, însă nu a reușit să câștige niciunul dintre premii. La puțin timp după lansarea pe YouTube a videoclipului piesei „Girl Gone Wild”, pe 21 martie 2012, acesta a fost raportat de mulți spectatori ca neadecvat. Acest lucru a determinat YouTube să stabilească o restricție de vârstă, permițând doar celor cu vârsta de peste 18 ani să vizualizeze videoclipul. Potrivit site-ului, videoclipul a fost denumit explicit datorită scenelor „vulgare” și de orgie, blocând astfel accesul solistei de a mai încărca alte videoclipuri pe contul de Vevo. YouTube i-a cerut totodată reprezentantului Madonnei să încarce o versiune mai potrivită tinerilor. Cântăreața a comentat mai târziu „Ce-i în neregulă? Trebuie să fiu o «fată ce devine sălbatică»—cum aș putea să fiu neîmblânzită fără să mă frec? Asta e întrebarea pe care oamenii ar trebui să și-o pună”. În timpul unui interviu cu Jimmy Fallon pe Facebook, Madonna a mărturisit în glumă că, dacă ar fi fost președinte, „Nu ar fi existat niciun fel de restricție în niciunul dintre videoclipurile mele, vreodată”. Jane Martinson de la The Guardian și-a exprimat dezamăgirea față de interdicție, considerând că alte videoclipuri de pe YouTube sunt mult mai provocatoare decât videoclipul Madonnei. Martinson a menționat, de asemenea, că semi-nuditatea în cauză a venit de la bărbații care figurează în clip, considerând că Madonna a transformat conceptul lui Francis de fete ce devin sălbatice în „[fete care] pot fi, de asemenea, cele aflate în control. Am urmărit videoclipul pregătit să o critic, însă m-am gândit și am concluzionat că, după 30 de ani, Madonna încă îi poate arăta Rihannei cum sexul și muzica pot răsturna așteptările”.

## Interpretări live

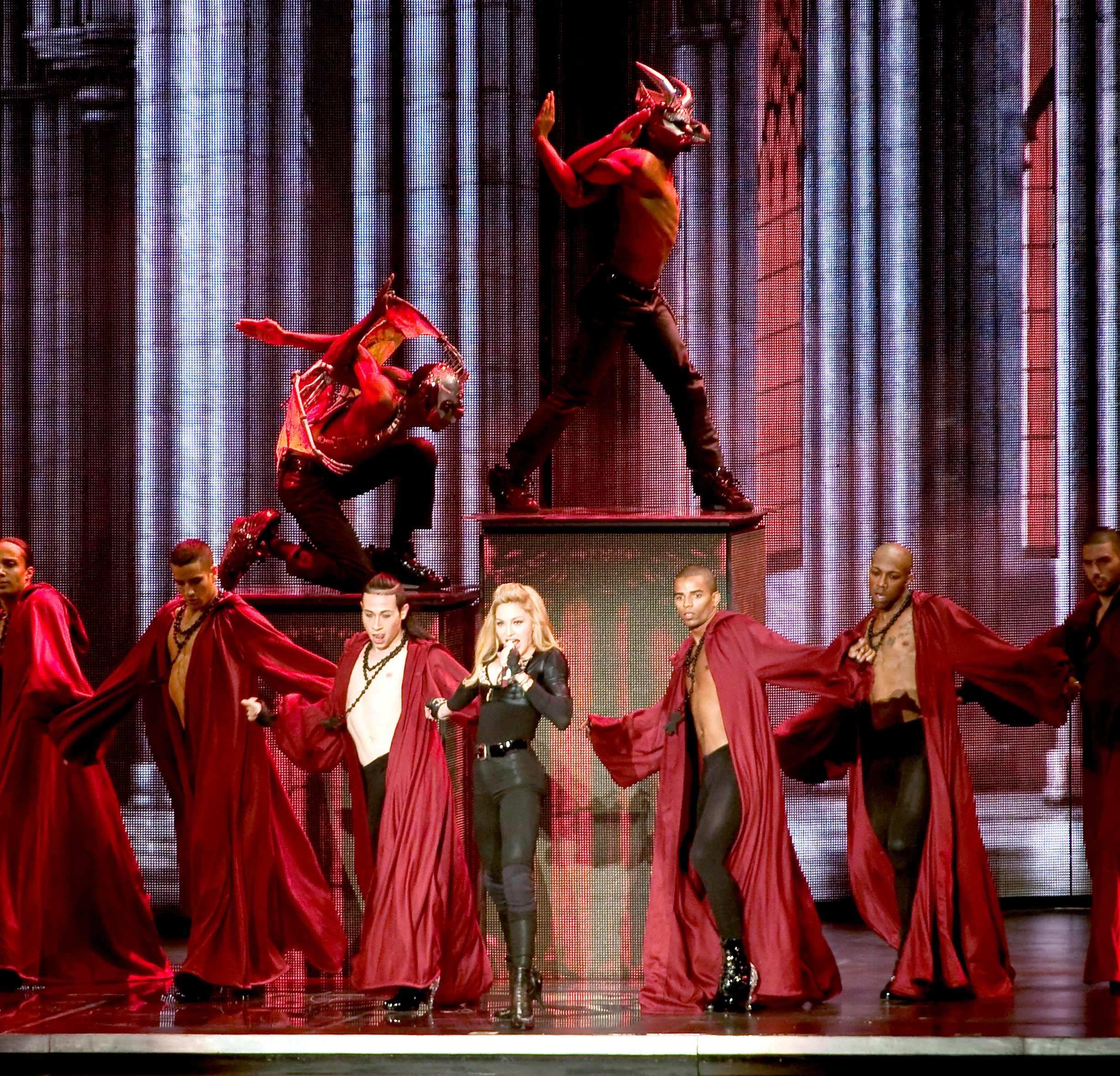
Madonna și dansatorii ei, îmbrăcați în haine călugărești, deschizând turneul MDNA Tour cu o interpretare a piesei „Girl Gone Wild”. În spatele lor sunt contorsioniști, stând pe platforme în mișcare, portretizând garguiele.

Prima interpretare a Madonnei a piesei „Girl Gone Wild” a fost în timpul turneului MDNA Tour (2012), fiind cântecul de deschidere a concertului. Coregrafia a fost realizată de Jason Young și Alison Faulk, împreună cu dansatorul Darrell Bullock, care a asistat ca supraveghetor. Potrivit lui Faulk, Madonna i-a cerut lui Bullock să experimenteze conceptul de „fată ce devine sălbatică” și să vină cu o coregrafie și un stil propriu. El și-a dorit să realizeze o poveste cu dansul, iar ziua următoare i-a prezentat mișcările solistei. Cântăreața a vrut, de asemenea, să experimenteze conceptul de biserică catolică, alături de călugări și garguie. Mesajul ei din spatele acestui concept a fost acela al libertății și al „oamenilor care pot face tot ceea ce-și doresc”. Patru dansatori freestyle din Brooklyn au fost cooptați ca echipă de rezervă pentru interpretare. Young a declarat că aceștia puteau „să creeze aceste forme abstracte, foarte animaliste. Ce pot face cu brațele lor este de necrezut. Tot ce majoritatea oamenilor fac în fața trupurilor lor, ei o fac în spate”. Pentru dans a fost necesar să poarte tocuri, precum trupa Kazaky din videoclip. Cei mai mulți dintre ei au refuzat, Madonna oferindu-le alegerea de a purta tocuri pentru dans sau să părăsească spectacolul. Dansatorii au fost de acord, învățând coregrafia.
Spectacolul a început cu o scenă, asemănătoare cu o catedrală gotică, realizată de Tait Towers. Au fost folosite ecrane video ScreenWorks 10mm cu un sistem de răcire activ integrat, conceput pentru a disipa căldura produsă de plăcile cu LED-uri. Ecranele principale puteau să se miște în sus și în jos, creând astfel o catedrală în mișcare. Pe scenă, câțiva dansatori au purtat haine de budiști și călugări creștini în timp ce o cădelniță gigantică se legăna înainte și înapoi, arzând tămâie. Trio-ul Kalakan a apărut îmbrăcat în haine religioase, cântând un fragment din „Lekhan Dodi” pe măsură ce ecranul de fundal prezenta o cruce imensă cu literele MDNA. Cântecele religioase s-au transformat în cele din urmă în cântarea numelui Madonnei, ecranele principale divizându-se pentru a arăta un confesional uriaș, acoperit cu șmirț în față. Solista a apărut stând în genunchi și rugându-se pe măsură ce confesionalul cobora pe scenă, monologul de deschidere al cântecului fiind difuzat în fundal. Madonna a purtat o coroană de aur și un voal negru, o cămașă neagră, blugi și cizme înalte negre. Cântăreața s-a prefăcut că sparge fereastra din sticlă a confesionalului cu o pușcă mare, continuând să cânte însoțită de trupa de dansatori cu tocuri înalte, făcând coregrafia asemănătoare din videoclip. Cântecul a fost aranjat pentru a include și elemente din „Material Girl” (1985) și „Give It 2 Me” (2008). „Girl Gone Wild” s-a încheiat cu solista, apucând o altă pușcă și prefăcându-se că trage în mulțime. Interpretările de pe 19-20 noiembrie 2012 de la Miami, American Airlines Arena, au fost înregistrare și lansate pe cel de-al patrulea album live al Madonnei, MDNA World Tour.
Shawn Kellner de la Chicago Music Magazine a lăudat costumele și coregrafia în timp ce Jodi Duckett de la The Morning Call a opinat că „persoanele păreau ca niște călugări tibetani [...] sunetul clopotelor și Madonna într-o colivie aurită” au fost spectacolul să pară „foarte a la «Codul lui Da Vinci»”. Barba Vandenburgh de la The Arizona Republic a numit interpretarea ca fiind „aspră”. Shirley Halperin de la The Hollywood Reporter a fost confuză în legătură de modul în care iconografia religioasă prezentată în timpul spectacolului ar avea legătură cu tema piesei. Jim Farber de la New York Daily News a descris spectacolul ca trecerea de la o fată ce devine sălbatică la „o fată însetată după sânge” datorită reprezentărilor violente. Ben Crandell de la ziarul Florida's Sun-Sentinel a remarcat faptul că Madonna a trecut de la o introducere „serioasă” către un număr de dans cu „Girl Gone Wild”. Potrivit lui, interpretarea a portretizat-o pe cântăreață ca „o jucărie sexuală la modă și puternică, dar vulnerabilă”, care a devenit „o temă recurentă pe timpul nopții”.

## Ordinea pieselor pe disc
- CD Single / Vinil 12"-inch[101]

1. „Girl Gone Wild” (Versiunea de pe album) – 3:43
2. „Girl Gone Wild” (Justin Cognito Extended Remix) – 4:48

- CD Maxi-Single / Versiuni remix distribuite pe iTunes[102]

1. „Girl Gone Wild” (Madonna vs Avicii – Avicii's UMF Mix) – 5:16
2. „Girl Gone Wild” (Dave Audé Remix) – 8:05
3. „Girl Gone Wild” (Justin Cognito Remix) – 4:48
4. „Girl Gone Wild” (Kim Fai Remix) – 6:33
5. „Girl Gone Wild” (Lucky Date Remix) – 5:06
6. „Girl Gone Wild” (Offer Nissim Remix) – 6:49
7. „Girl Gone Wild” (Dada Life Remix) – 5:15
8. „Girl Gone Wild” (Rebirth Remix) – 6:49

## Acreditări și personal
Management
- Înregistrat la Studiourile MSR, New York City și Studiourile Sarm West, Notting Hill, Londra
- Benny și Alle Benassi apar în numele Spaceship Management și Ultra Empire
- Webo Girl Publishing, Inc. (ASCAP), Ultra Tunes (ASCAP), Def Jam Music Publishing (ASCAP), Ultra Empire (BMI), Basic Studio (SIAE) și Cock an Ear Productions (SIAE)

Personal
- Madonna – voce principală, textier, producător
- Jenson Vaughan – textier
- Alessandro „Alle” Benassi – textier, producător
- Marco „Benny” Benassi – textier, producător
- Demacio „Demo” Castellon – înregistrare, mixare pentru The Demolition Crew
- Philippe Weiss – înregistrare
- Graham Archer – înregistrare
- Angie Teo – înregistrare
- Stephen „The Koz” Kozmeniuk – editare, vocoder pentru The Demolition Crew
- Mert and Marcus – fotograful coperții

Acreditări adaptate de pe broșura albumului MDNA.

## Prezența în clasamente
| Țară (clasament 2012)                                       | Poziția maximă | Referință |
| ----------------------------------------------------------- | -------------- | --------- |
| Africa de Sud (EMA)                                         | 6              | [ 103 ]   |
| Australia (ARIA)                                            | 93             | [ 104 ]   |
| Austria (Ö3 Austria)                                        | 62             | [ 105 ]   |
| Belgia (Ultratop 50 Flanders)                               | 25             | [ 106 ]   |
| Belgia (Ultratop 50 Wallonia)                               | 28             | [ 107 ]   |
| Brazilia (Brasil Hot 100 Airplay)                           | 83             | [ 108 ]   |
| Canada (Canadian Hot 100)                                   | 42             | [ 48 ]    |
| Cehia (Rádio Top 100)                                       | 85             | [ 109 ]   |
| Coreea de Sud (Gaon)                                        | 7              | [ 56 ]    |
| Elveția (Swiss Hitparade)                                   | 29             | [ 110 ]   |
| Finlanda (Suomen virallinen lista)                          | 13             | [ 111 ]   |
| Franța (SNEP)                                               | 13             | [ 112 ]   |
| Grecia (Greece Digital Songs)                               | 5              | [ 58 ]    |
| Irlanda (IRMA)                                              | 93             | [ 55 ]    |
| Israel (Media Forest)                                       | 8              | [ 113 ]   |
| Italia (FIMI)                                               | 4              | [ 114 ]   |
| Japonia (Japan Hot 100)                                     | 17             | [ 115 ]   |
| Mexic (Billboard)                                           | 44             | [ 116 ]   |
| Olanda (Single Top 100)                                     | 66             | [ 117 ]   |
| Polonia (Dance Top 50)                                      | 12             | [ 118 ]   |
| Regatul Unit (OCC)                                          | 73             | [ 119 ]   |
| România (Airplay 100)                                       | 82             | [ 54 ]    |
| Rusia (Digital Chart)                                       | 5              | [ 120 ]   |
| Rusia (Tophit)                                              | 58             | [ 121 ]   |
| Slovacia (Rádio Top 100)                                    | 10             | [ 60 ]    |
| Spania (PROMUSICAE)                                         | 7              | [ 122 ]   |
| Suedia (Sverigetopplistan)                                  | 38             | [ 123 ]   |
| Statele Unite ale Americii (Bubbling Under Hot 100 Singles) | 6              | [ 124 ]   |
| Statele Unite ale Americii (Dance Club Songs)               | 1              | [ 125 ]   |
| Statele Unite ale Americii (Hot Singles Sales)              | 7              | [ 126 ]   |
| Statele Unite ale Americii (Mainstream Top 40)              | 38             | [ 127 ]   |
| Ungaria (Single Top 40)                                     | 4              | [ 59 ]    |

| Țară (clasament 2012)                             | Poziția maximă | Referință |
| ------------------------------------------------- | -------------- | --------- |
| Belgia (Dance Ultratop 50 Flanders)               | 55             | [ 128 ]   |
| Belgia (Dance 50 Ultratop Wallonia)               | 39             | [ 129 ]   |
| Franța (SNEP)                                     | 129            | [ 130 ]   |
| Polonia (ZPAV)                                    | 46             | [ 131 ]   |
| Statele Unite ale Americii (Hot Dance Club Songs) | 44             | [ 51 ]    |
| Ungaria (Rádiós Top 40)                           | 53             | [ 132 ]   |

## Vânzări și certificări
| \| Țara \| Vânzări \| Certificare \| Referințe \| \| -------------------- \| ------- \| ----------- \| --------- \| \| Italia (FIMI) \| +30.000 \| \| [61] \| \| Coreea de Sud (Gaon) \| +54.910 \| \| [57] \| | Note - reprezintă „disc de platină”. |             |           |
| Țara | Vânzări                              | Certificare | Referințe |
| Italia (FIMI) | +30.000                              |             | [ 61 ]    |
| Coreea de Sud (Gaon) | +54.910                              |             | [ 57 ]    |

## Datele lansărilor
| Țară                       | Dată            | Format              |
| -------------------------- | --------------- | ------------------- |
| Canada                     | 2 martie 2012   | Descărcare digitală |
| Mexic                      | 2 martie 2012   | Descărcare digitală |
| Statele Unite ale Americii | 2 martie 2012   | Descărcare digitală |
| Australia                  | 19 martie 2012  | Descărcare digitală |
| Germania                   | 19 martie 2012  | Descărcare digitală |
| Italia                     | 19 martie 2012  | Descărcare digitală |
| Spania                     | 19 martie 2012  | Descărcare digitală |
| Japonia                    | 19 martie 2012  | Descărcare digitală |
| Noua Zeelandă              | 19 martie 2012  | Descărcare digitală |
| Argentina                  | 19 martie 2012  | Descărcare digitală |
| Brazilia                   | 19 martie 2012  | Descărcare digitală |
| El Salvador                | 19 martie 2012  | Descărcare digitală |
| Italia                     | 23 martie 2012  | Difuzare radio      |
| Statele Unite ale Americii | 27 martie 2012  | Difuzare radio      |
| Polonia                    | 17 aprilie 2012 | CD single           |
| Polonia                    | 24 aprilie 2012 | 7" single           |
| Franța                     | 23 aprilie 2012 | CD single           |
| Germania                   | 4 mai 2012      | CD single           |
| Regatul Unit               | 14 mai 2012     | CD single           |